# Мецанино
Мецанино (итал. Mezzanino) је насеље у Италији у округу Павија, региону Ломбардија.
Према процени из 2011. у насељу је живело 985 становника. Насеље се налази на надморској висини од 59 м.

## Становништво
Према резултатима пописа становништва 2011. у општини је живело 1.494 становника.
| 1931. | 1936. | 1951. | 1961. | 1971. | 1981. | 1991. | 2001. | 2011. |
| ----- | ----- | ----- | ----- | ----- | ----- | ----- | ----- | ----- |
| 1.713 | 1.693 | 1.709 | 1.589 | 1.439 | 1.441 | 1.409 | 1.468 | 1.494 |